# Astana Women’s Team/Saison 2017
Dieser Artikel listet den Kader und die Erfolge des Astana Women’s Team in der Straßenradsport-Saison 2017 auf.

## Team
| Teamkader 2017           | Teamkader 2017     | Teamkader 2017 | Teamkader 2017                            |
| Name                     | Geburtsdatum       | Land           | Vorheriges Team                           |
| ------------------------ | ------------------ | -------------- | ----------------------------------------- |
| Rinata Achmettscha       | 17. März 1998      | Kasachstan     |                                           |
| Sofia Beggin             | 12. Oktober 1997   | Italien        |                                           |
| Sofia Bertizzolo         | 21. August 1997    | Italien        |                                           |
| Arianna Fidanza          | 6. Januar 1995     | Italien        | Alé Cipollini (2015)                      |
| Tatjana Genelewa         | 14. April 1997     | Kasachstan     |                                           |
| Amilija Iskakowa         | 29. März 1995      | Kasachstan     |                                           |
| Lisa Morzenti            | 23. Januar 1998    | Italien        |                                           |
| Olena Pawluchina         | 1. September 1989  | Aserbaidschan  | BTC City Ljubljana (2016)                 |
| Carolina Rodríguez       | 30. September 1993 | Mexiko         | Estado de México-Faren (2014)             |
| Natalja Saifutdinowa     | 11. Februar 1989   | Kasachstan     |                                           |
| Schanerke Sanakbajewa    | 10. Januar 1998    | Kasachstan     |                                           |
| Arlenis Sierra           | 7. Dezember 1992   | Kuba           | World Cycling Centre (2016)               |
| Agnieszka Skalniak-Sójka | 22. April 1997     | Polen          | TKK Pacific Toruń - Nestlé Fitness (2016) |
| Machabbat Umitschanowa   | 11. August 1994    | Kasachstan     | Astana BePink Womens (2014)               |
| Lara Vieceli             | 16. Juli 1993      | Italien        | Inpa-Bianchi (2016)                       |
|                          |                    |                |                                           |
| Quelle: UCI              |                    |                |                                           |

## Erfolge
| Siege    | Siege                                                     | Siege      | Siege  | Siege            | Siege |
| Datum    | Rennen                                                    | Staat      | Klasse | Siegerin         |       |
| -------- | --------------------------------------------------------- | ---------- | ------ | ---------------- | ----- |
| 10. Mär. | Setmana Ciclista Valenciana, 3. Etappe                    | Spanien    | 2.2    | Arlenis Sierra   |       |
| 17. Jun. | Kubanische Meisterschaften, Einzelzeitfahren der Frauen   | Kuba       | CN     | Arlenis Sierra   |       |
| 18. Jun. | Kubanische Meisterschaften, Straßenrennen der Frauen      | Kuba       | CN     | Arlenis Sierra   |       |
| 23. Jun. | Kazakhstan National Road Cycling Championships - Women RR | Kasachstan | CN     | Tatjana Genelewa |       |
| 26. Jul. | Vuelta Femenina Internacional a Costa Rica, Prolog        | Costa Rica | 2.2    | Arlenis Sierra   |       |
| 27. Jul. | Vuelta Femenina Internacional a Costa Rica, 1. Etappe     | Costa Rica | 2.2    | Arlenis Sierra   |       |
| 29. Jul. | Vuelta Femenina Internacional a Costa Rica, 3. Etappe     | Costa Rica | 2.2    | Arlenis Sierra   |       |
| 30. Jul. | Vuelta Femenina Internacional a Costa Rica, Gesamtwertung | Costa Rica | 2.2    | Arlenis Sierra   |       |